# Poeciloxestia paraensis
Poeciloxestia paraensis är en skalbaggsart som beskrevs av Lane 1965. Poeciloxestia paraensis ingår i släktet Poeciloxestia och familjen långhorningar.
Artens utbredningsområde är Venezuela. Inga underarter finns listade i Catalogue of Life.